# 莫辛-納甘步槍
莫辛-納甘（英語：Mosin-Nagant）步枪是俄羅斯帝國於1891年採用的手動步槍，名稱是來自步槍的設計者俄國陸軍上校謝爾蓋·伊凡諾維奇·莫辛，以及設計其槍機的比利時槍械設計師埃米爾·納甘。值得一提的是，“莫辛-納甘”最初是西方世界為了迴避版權爭議而使用的稱謂，事因當初埃米爾·納甘曾就莫辛上校未獲自己同意下“借用”其阻隔器的設計而控告沙俄政府，最終沙俄政府向其支付200,000盧布才解決爭議。而該槍在俄語國家卻從未被正式叫作“莫辛-納干”，而是称为莫辛步枪 （俄語：Винтовка Мосина），官方名稱：“三線M1891步槍”（俄語：трёхлинейная винтовка образца 1891 года）。不過“莫辛-納甘”至今仍是俄語國家以外的地區的常用稱謂。多种型号的莫辛-納甘步枪都曾在俄罗斯帝国军队以及苏联红军作为制式武器服役，它們參與了自義和團之亂以來到第二次世界大战的多場武裝衝突。即使在蘇軍退役後仍然有其他國家使用，並出現在越南战争及1979年阿富汗戰爭等多場現代戰爭。儘管在21世紀，莫辛-納甘已從大部份國家的前線部隊中退役，許多落後地區的民兵及非正規武裝力量仍然有使用，同時它也是民用步枪中的常见型号。

## 歷史
直到1890年，沙俄才開始更換軍方裝備的單發裝填式伯丹步槍，該槍早在1877年俄土戰爭時就已經被證明為太落後，因此有必要換裝一種新式步槍。俄國人在設計新步槍时，招标过程中吸取了比利時槍械設計師埃米爾·納甘提交槍型設計中的一些元素，俄國兵工廠將埃米爾·納甘的供弹系统設計與俄国陸軍上尉谢尔盖·伊凡诺维奇·莫辛（后晋升上校）設計的步枪結合推出了新式步槍，因此这种步枪被非官方地称为“莫辛-納甘”步枪（在俄語國家一般只會叫作“莫辛步槍”），上述設計的步槍是3線口徑（線是當時俄罗斯的一種量度單位，現已廢棄，3線約等於0.30寸或7.62毫米）M1891型步槍。

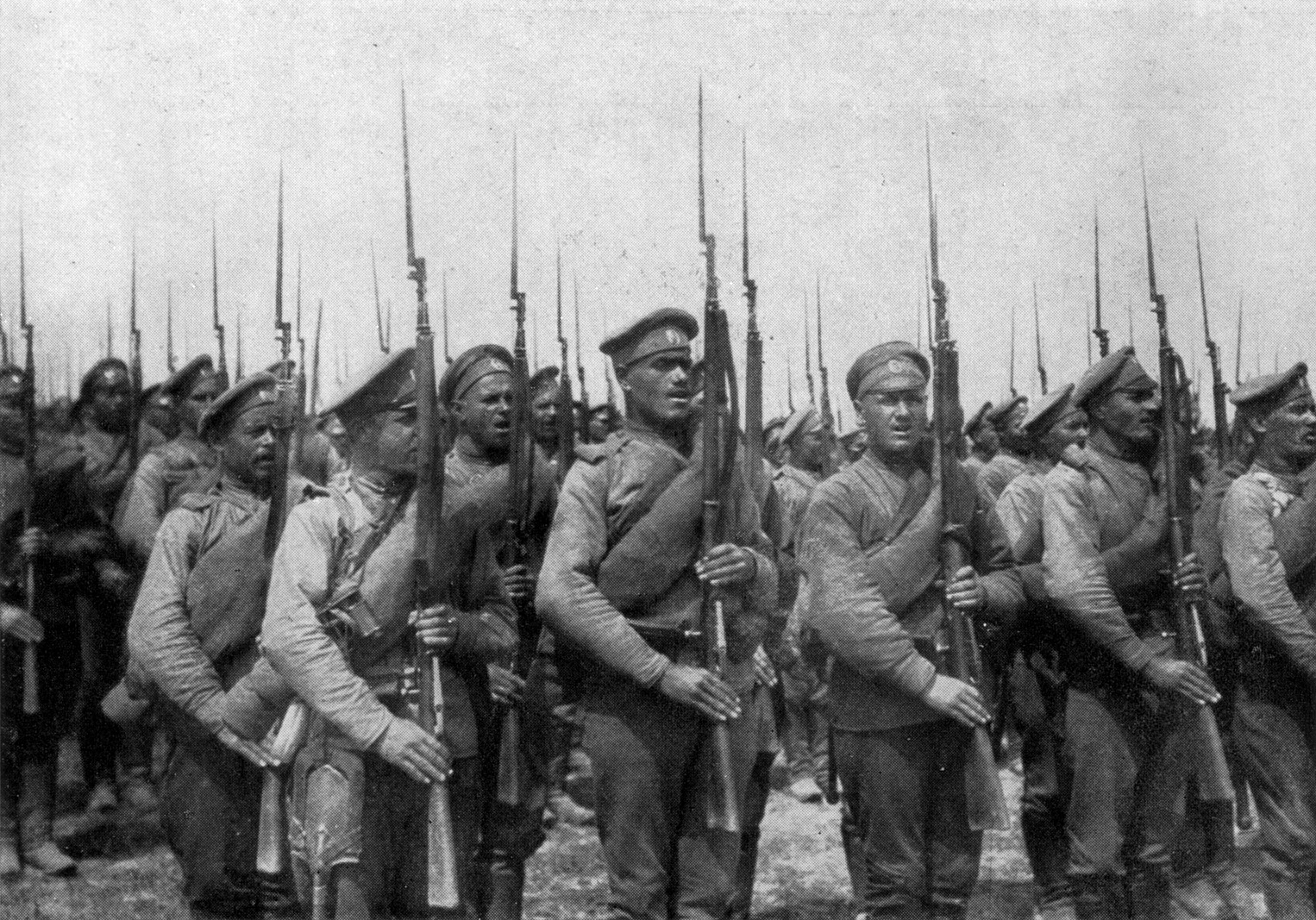
一戰沙俄士兵装备的莫辛-納甘步槍

莫辛-納甘步槍於1891年面世投入生产，分别交由图拉兵工廠、伊热夫斯克機器製造廠及謝斯特羅列茨克工廠生产，並於1893年开始大规模投产。該槍參與的首次對外戰爭是於1900年發生在大清帝國的義和團之亂，然後是1905年的日俄战争，可是沙俄政府的莫辛步槍供不應求，在日俄戰爭中有不少俄軍士兵仍然使用舊式伯丹步槍。在第一次世界大戰時莫辛步槍終於成為俄軍主力武器，但基於俄军庞大的规模，加上在戰爭中的軍火流失率非常高，以俄國境內工廠的生产能力远不能满足需求，因此俄国曾先后委托法国沙泰勒羅兵工廠、美国雷明登武器公司及西屋電氣協助生产，同時也購入了大量日本製的三八式步槍，以及來自法國和義大利等國的過期軍火來應付戰事。
十月革命後大量莫辛-納甘步槍被苏联红军所繳獲，在俄國內戰期間由於帶有長長的刺刀而讓敵人印象深刻。在苏联时期，當局對莫辛-納甘步槍进行了許多改进，改良版於1930年定型为“M1891/30型步槍”。在德蘇戰爭爆發前，蘇聯紅軍本打算以SVT-40半自動步槍全面取代莫辛步槍，可是在德國入侵後蘇聯因準備不足傷亡慘重，也丟失了大量軍火。故爲了補充軍火以應付戰事，蘇軍決定重開莫辛步槍的生產線，同時也考慮到SVT步槍的結構較複雜，戰爭中透過緊急動員徵召的士兵大部份都只接受過最低程度的訓練，根本不具備保養和使用這種複雜武器的能力。因此，莫辛步槍再度成為了蘇軍的主力武器。為了提升步兵火力，蘇聯後來推出了PPSh-41衝鋒槍，該槍被蘇軍用以大量裝備部隊或是配搭莫辛步槍一起使用。虽然进行了战时的改进，但本身已經過時的莫辛步槍在战争后期面對著德軍的各種先進自動火器時显得更加过时了，它們在战后相繼地被采用中间型威力枪弹的SKS半自動步槍和AK自動步槍所取代，並在1948年左右於苏联境內全面停产，不過蘇聯軍隊的狙擊手仍然持續使用莫辛步槍的狙擊型，直至它們於1960年代被SVD狙擊步槍取代為止。另外，蘇聯在冷戰期間向共產陣營国家或游擊隊供應了大量莫辛步槍在內的過期軍火作軍援，或直接授權盟友生產莫辛步槍。因此有部份國家仍然继续使用莫辛步槍，而在朝鲜战争和越战中亦可發現其身影。
現在於一些小型衝突及落後地區中仍然有莫辛-納甘步槍被非正規部隊使用。而在民間市場中，因其所配用的枪弹还是制式弹药，售價很便宜又很容易取得，加上該槍的價錢本身也很親民，故莫辛-納甘步槍亦是不少收藏家及射擊愛好者的首選。
即使莫辛步槍已在蘇軍退役多年，一些蘇聯／俄羅斯部隊在1979年阿富汗戰爭和車臣戰爭等武裝衝突中仍然有限度地非官方使用該槍。

## 設計
莫辛-納甘M1891型步槍是把莫辛设计的3线弹仓式步枪及纳甘设计的盒式弹倉合而為一的產物，是俄罗斯帝国军队最早采用无烟发射药技术的军用步枪。此後，俄羅斯對該步槍實施了一系列改進，推出了適用於騎兵的步枪、卡賓槍及加裝瞄準鏡的狙擊步槍版本，並為該槍設計了一系列的槍榴彈，以符合當時潮流。莫辛-纳甘步枪的优点是易于生产、操作方式简单可靠，不需太多的维护，符合当时沙俄工业基础差及军队士兵素质低的实际状况。

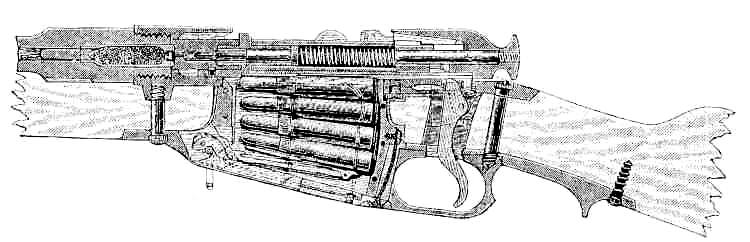
莫辛-納甘步槍结构

莫辛-納甘步槍運用傳統的旋转后拉式槍機与盒式弹仓供弹的設計，枪机部分简单的设计细小和零件很少；整体弹仓位于木製槍身下，扳机护圈前面，一般使用能攜帶5發子彈的橋夾供彈，使用者需通过机匣顶部的抛壳口单发裝填或以橋夾填装，弹仓口有一个隔断面器，用于枪弹上膛时隔开第二发子弹；枪弹是击针式击发；因拉机柄力臂较短，枪机操作时不太顺畅，且拉動時所需力量较大。其拉机柄为垂直式設計，狙击步枪版本則采用下弯式拉机柄；手动保险为枪机尾部凸出的圆帽，上边有滚花以提高摩擦力防止打滑，将其向后拉并向左旋转会锁住击针使其无法向前运动，從而形成保险作用。早期的可拆卸刺刀通过管状插座套在枪口上，后期的1944型卡宾枪改为不可拆卸的折叠式刺刀。

### 弹药
莫辛-納甘步槍使用7.62毫米口径弹药（即7.62×54毫米R枪弹），采用突底缘锥形弹壳，最初采用被甲铅芯圆形弹头（初速615米／秒），后来改用尖头弹（初速860米／秒），此枪弹系列至21世纪的今天还在俄罗斯军队及大量國家中作为机枪以及狙击步枪的弹药。

## 型號

### 俄羅斯／蘇聯

#### M1891步兵步槍
Model 1891 Infantry Rifle（俄語：пeхoтнaя винтовка образца 1891-гo года）
M1891步兵步枪是标准型长步枪，它是俄罗斯帝国军队以及苏联紅軍在1891—1930年間的主力步槍。机匣剖面呈六角形是这种步枪最显著的外观特征，M1891步枪早期型没有上护木，配有背带转环，后期型增加了上护木，改为背带插槽。在1909年，7.62×54毫米R步枪弹由原来的圆头弹改为了尖头弹，由于弹道曲线变化，相应步枪改为新设计的弧形表尺。M1891步兵步枪於1928年停产。

#### 龍騎兵步槍

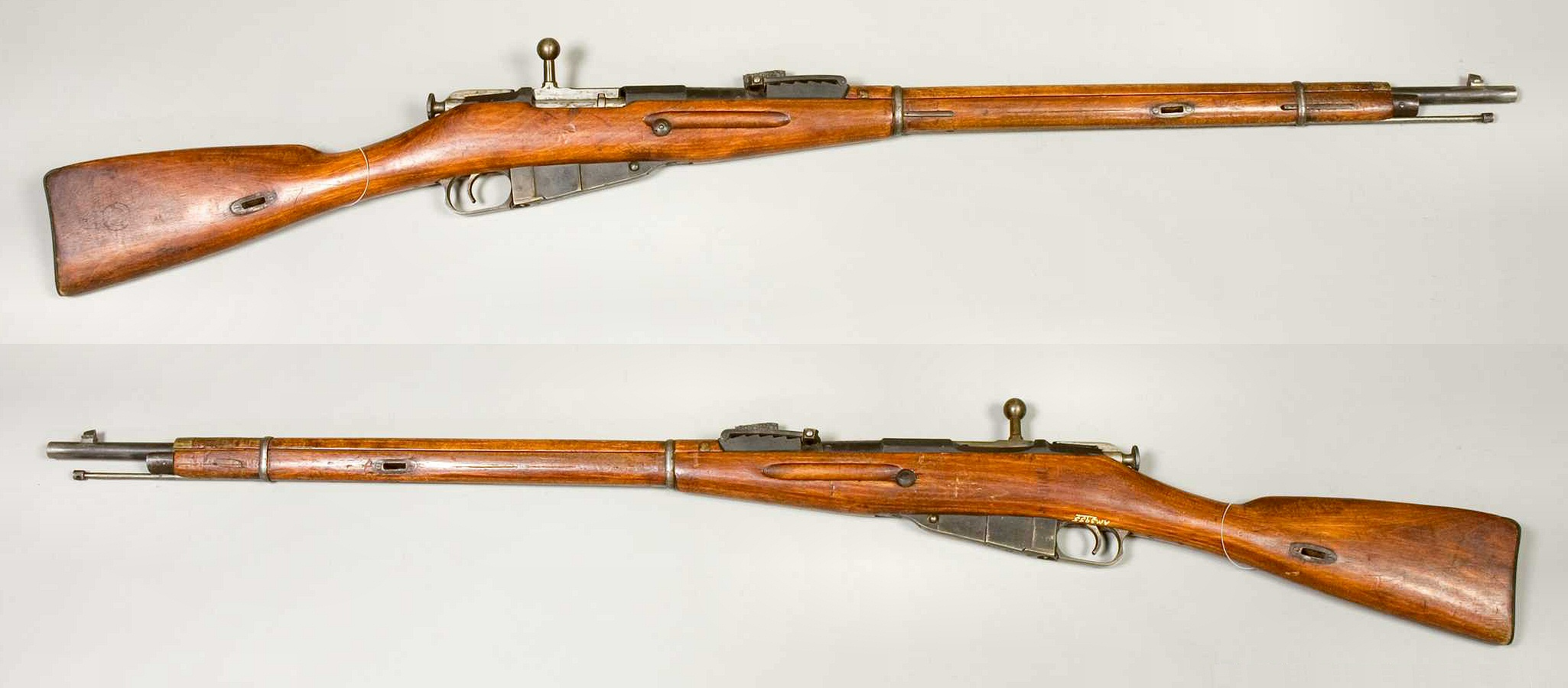
龍騎兵步槍

Dragoon Rifle（俄語：драгунскaя）
主要供騎兵部队使用，龙骑兵步枪与M1891步兵步枪相比长度缩短了3寸（76毫米），枪管长度由800毫米缩短到730毫米，重量輕0.9磅（0.4公斤）。龙骑兵步枪同样经历了步兵步枪的一系列改进，該款步槍在1930年停产，並被M1891/30步枪所取代。

#### 哥薩克騎兵步槍
Cossack Rifle（俄語：казaчья）
主要供哥薩克騎兵使用，与龙骑兵步枪不同的是取消了刺刀，因为哥萨克骑兵习惯使用传统马刀，其它与龙骑兵步枪完全一样。該槍在1922年停产。

#### M1907卡賓槍
Model 1907 Carbine
主要供机枪组人员、工兵、炮兵及通訊兵等崗位使用，比M1891步兵步枪缩短293毫米，枪管长度508毫米，重量輕2.1磅（0.95公斤），表尺比M1891步槍更小。由于前托离枪口较近，故不能安装刺刀。M1907卡賓槍生產始于1907年，持续到1917年停产，产量约37万把。

#### M1891/30步枪

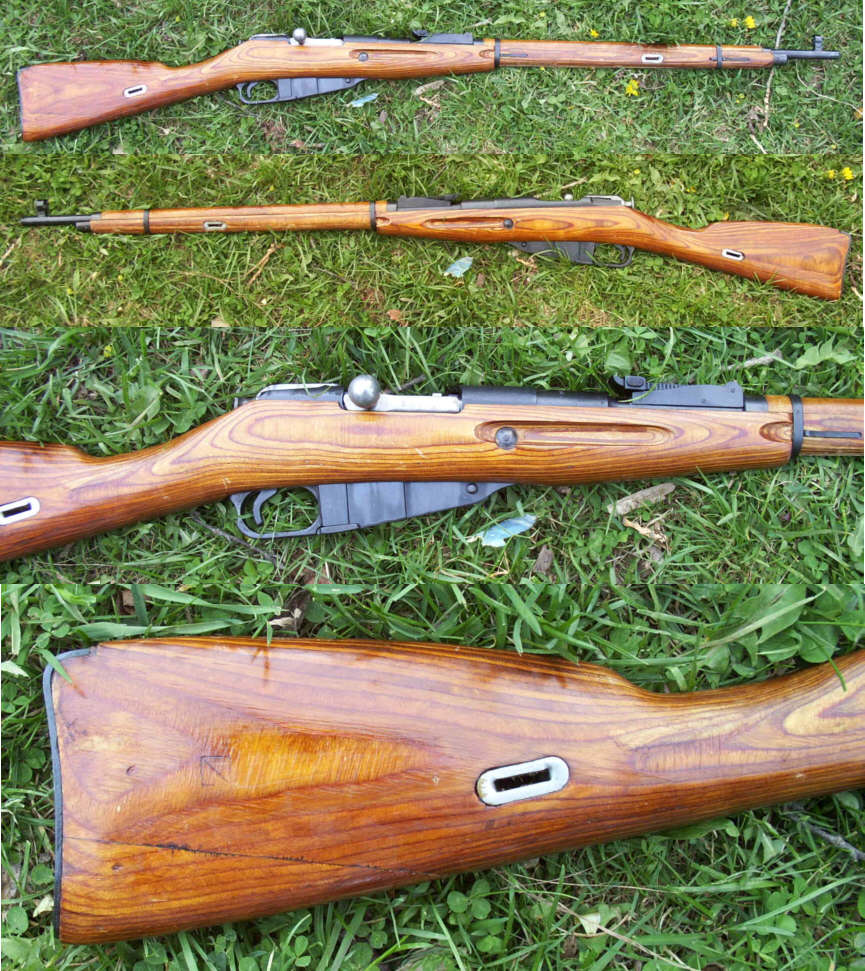
莫辛-納干M1891/30 ІІ

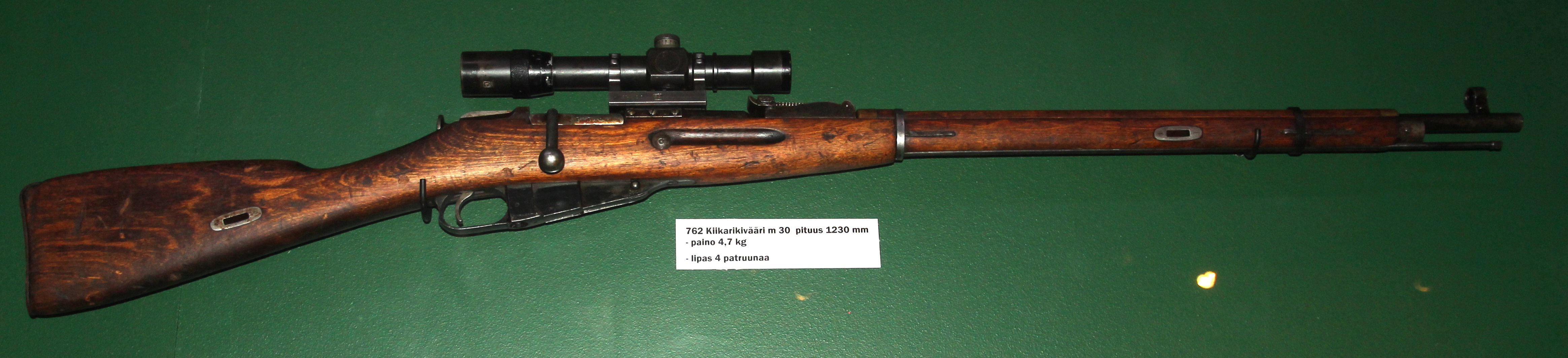
M1891/30狙擊型，裝有PE瞄準鏡

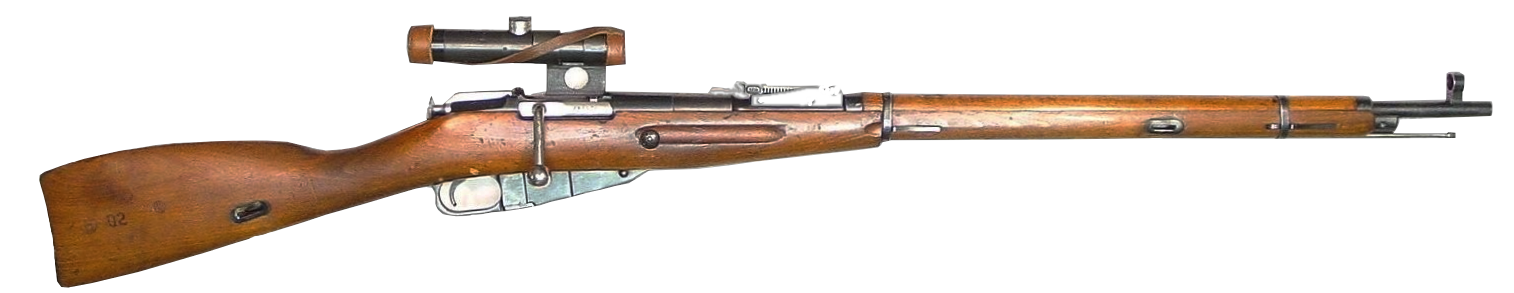
M1891/30狙擊型，裝有PU瞄準鏡

Model 1891/30（俄語：винтовка образца 1891/30-гo года, винтовка Мосина）
由于M1891步兵步枪显得太长，苏联在1922年选定龍騎兵步槍为基础着手改进新步枪，1930年正式定型命名为“1891/30型步枪”，用于替换M1891步枪，在1930—1945年間是蘇聯步兵的主力制式步槍，亦是莫辛-納甘步槍生產量最高的版本，其长度与龍騎兵步槍相同。由于蘇軍还有大量庫存的M1891步枪部件，最初的1891/30步枪仍采用旧式剖面呈六角形的机匣，称为第1型，直到1938年后生产的1891/30步枪全部改用圆形剖面机匣，称为第2型。該槍装有改用米制单位的表尺，准星增加了护圈，新的刺刀用弹簧固定在步枪上。此外，蘇軍把大量庫存的龍騎兵步槍按1891/30型步枪标准改造。1891/30步枪於1930年在图拉兵工廠与伊热夫斯克工廠投产，它分别曾在1942年和1944年停产。
从二戰前数年开始，蘇聯开始為1891/30步枪加装一系列瞄準鏡並配發狙擊手作為狙擊步槍使用。较早的型号装有PE瞄準鏡，瞄具座通过螺钉固定在枪管节套上，后来出现镜体生产简化且以更牢固方式固定（固定在机匣侧面，且瞄具座更加坚固）的PEM瞄準鏡。在SVT-40面世后，其配用的PU瞄準鏡由于结构简单，尺寸小巧（但倍率较低，仅3.5倍），经过调整以后大规模配用于1891/30型步枪上，稱「PU M1891/30」或「莫辛-納甘PU」。这些1891/30步枪的直式拉機柄均改為下彎式設計，以避免運作時被瞄準鏡阻礙。

#### M1938卡賓槍
Model 1938 Carbine

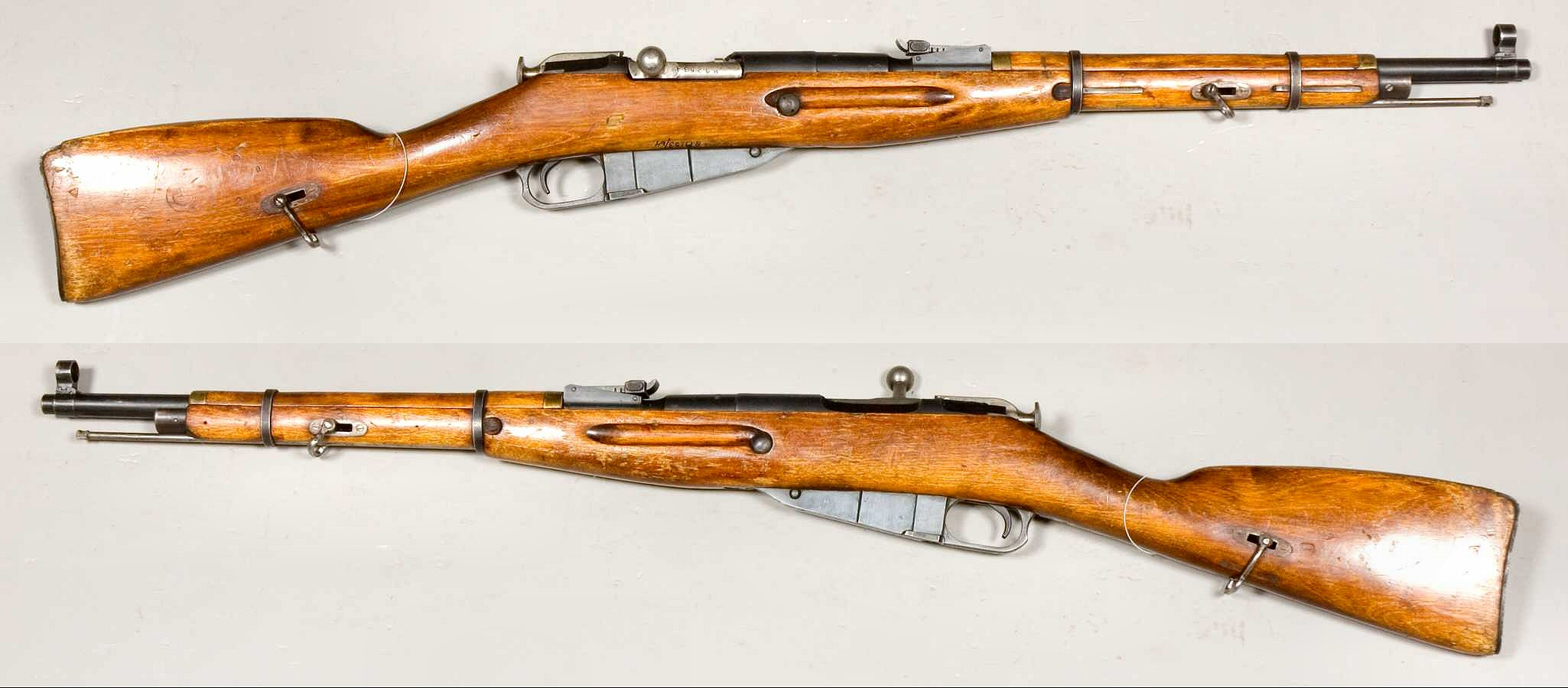
M1938

主要供骑兵、炮兵和其他非一线战斗部队使用，以M1907卡宾枪为基础，长度与M1907相同，采用1891/30步枪标准改良，裝有較短槍管及槍托，更小的表尺，不能加裝刺刀，其他方面与M1891/30步枪基本相同，1938年正式定型为M1938卡賓槍並被苏联红军採用。該槍在1938—1945年間生产，直到被M1944卡宾枪所取代，產量约245万把左右。

#### M1944卡賓槍
Model 1944 Carbine
根据苏德战争期間苏联红军对城镇环境下的战斗经验，得出了需要较短型步枪的結論，而1891/30步枪还是太长，同時一些来自前线的报告指出像M1938卡宾枪那样短的枪械也需要装上刺刀。故當局在M1938卡賓槍的基础上衍生出M1944卡賓槍。M1944的外型與M1938卡賓槍相似，折叠式四棱刺刀装在枪口座的侧面，折叠后收在护木右侧的凹槽裡。M1944卡賓槍在1943年後期至1948年間生產，产量约761万把。从1944年2月开始，苏联红军使用M1944卡宾枪取代标准步枪，但是它從沒有成功取代1891/30步槍與M1938卡賓槍，這些M1944卡賓槍在戰後多用於出口或軍援至親蘇國家，部分國家也獲得了蘇聯的授權生產。

#### M1891/59卡賓槍
Model 1891/59 Carbine
M1891/59卡賓槍是對之前生产的M1891/30進行修理、翻新，并截短到类似1938型卡宾枪外形的版本，又被收藏家稱為「91/59」，是蘇聯在1950年代临时採用的步槍之一，也是苏联最后的一种莫辛-纳甘步枪衍生型。由于枪管被截短，原来的表尺亦需要重新划分以适应弹道变化，不过多是仅仅简单地将“过远”的射程部分磨掉。这个型号的步枪多用于战备，实际使用的并不多，后来多出售到民间市场。

#### 奧布雷茲

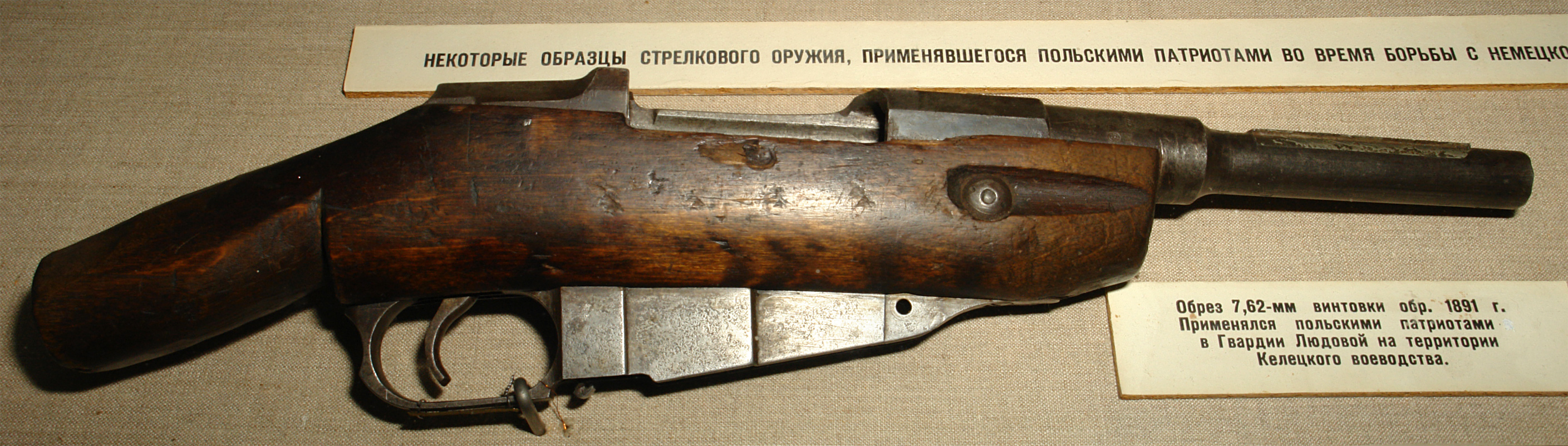
奧布雷茲

“奧布雷茲”（俄語：Обрез，拉丁化：Obrez）在俄語中專指那些削短型槍械，而在英語國家則普遍地把該詞用來稱呼削短型莫辛步槍。這種武器是源自俄國內戰期間曾有部份叛軍和土匪將莫辛步槍改短至手槍尺寸以方便隱蔽攜帶，並非任何正規部隊的制式武器。由於槍身和槍管的一大部份已被鋸短，加上沒有槍托，奧布雷茲在發射時產生的後座力相當的難以控制，而且毫無精確度及射程可言。這些武器只能夠在非常近的距離發揮效用。

### 芬蘭
- M24

- M27

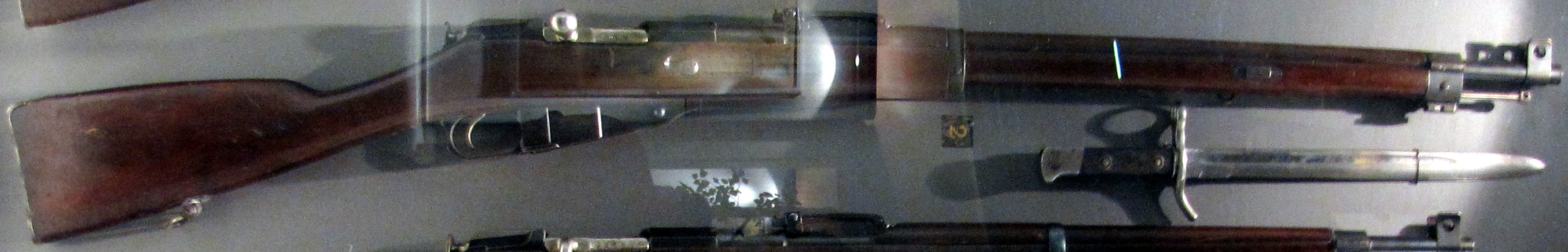
M27

  - M27Rv－M27的騎兵卡賓槍版本，共制造了2,217把[2]。
- M28－裝備芬蘭白卫队（White Guard），芬蘭狙擊手亦有以它作狙擊步槍。
  - M28/30－M28的改良版本。
- M91/35－用於取代M27、M28及M28/30的版本，但由於準確度低而被M39取代。

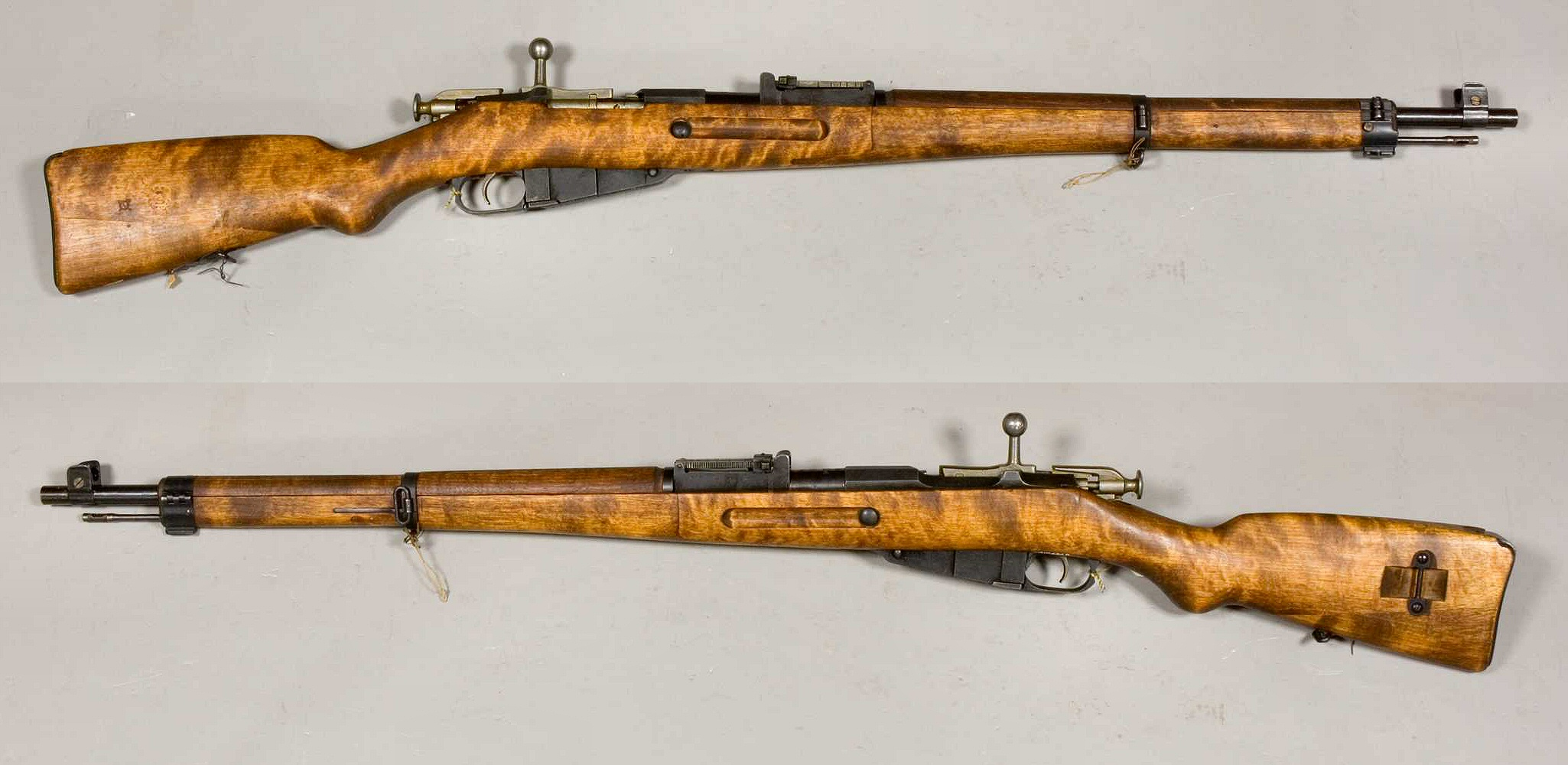
M39

- M39－取代了M91/35，加入手槍握把（部份版本沿用莫辛-納甘的槍托），在冬季戰爭完結時只制造了10把，但在繼續戰爭期間制造了96,800把，直至1970年代的總數約102,000把。
- M56
- M28/57

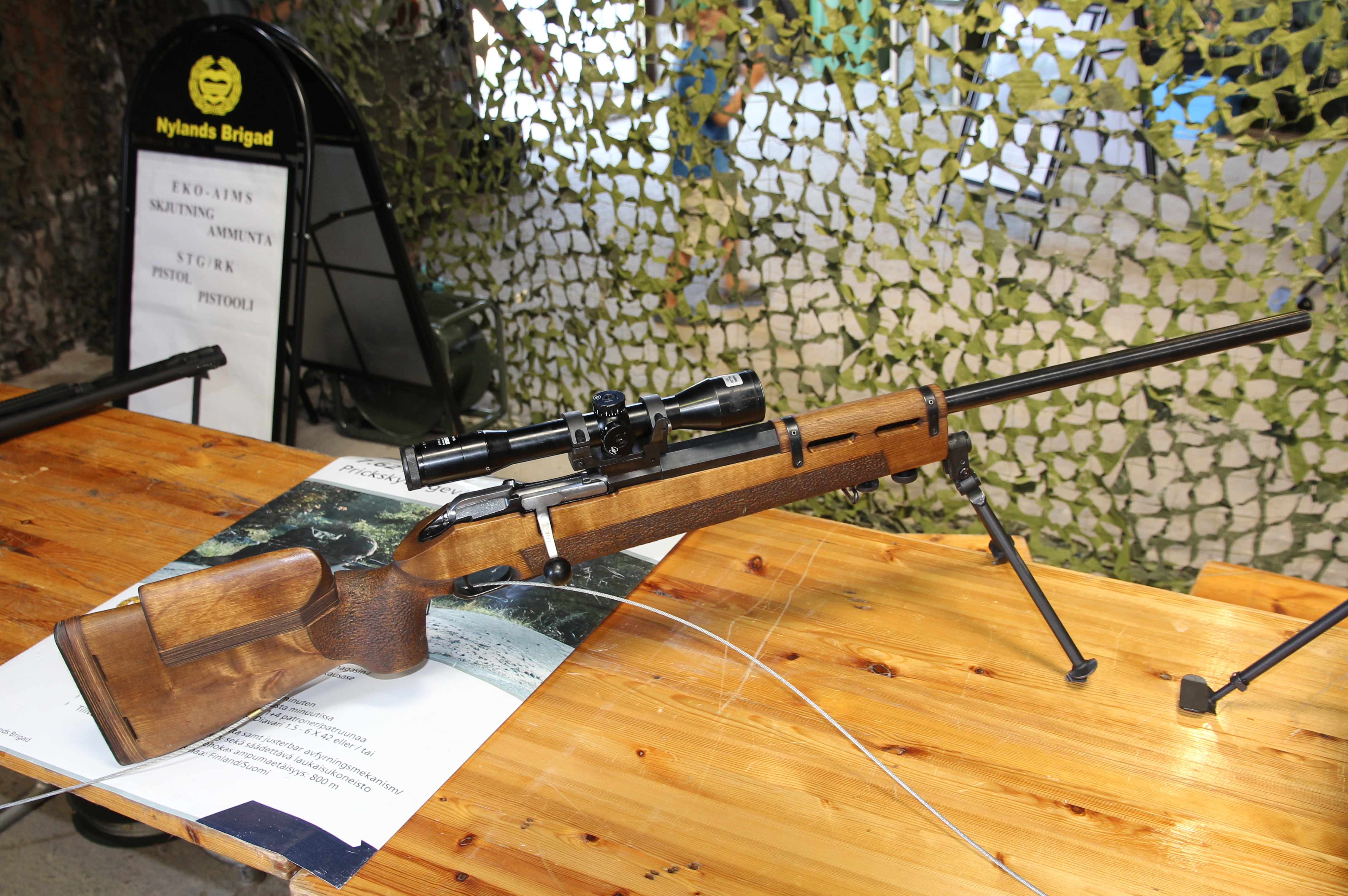
M85

- M85－又名“7.62 Tkiv 85”，為現代化狙擊步槍版本，以莫辛-納甘原機匣作改良，發射芬蘭的7.62×53毫米R彈藥。

### 捷克斯洛伐克
- VZ91/38卡賓槍－與M91/59相似。
- VZ54狙擊步槍—以M1891/30為原型改良而成。

### 中華人民共和國

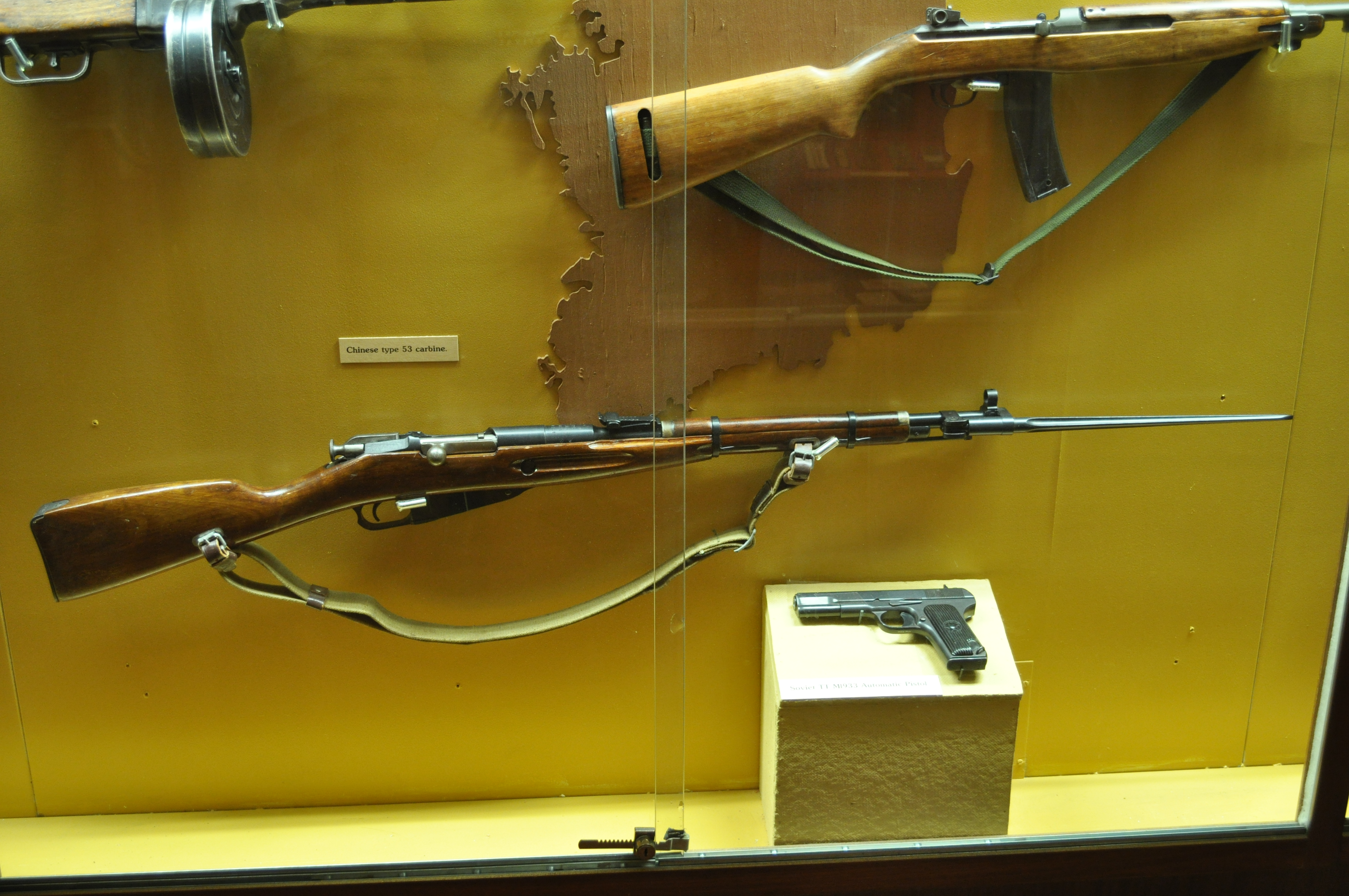
53式步騎槍

- 53式步騎槍—仿制自M1944卡賓槍。在1953年，苏联把M1944卡宾枪的生产设备和技术资料卖给中華人民共和國，仿製品被定型爲53式步騎槍。

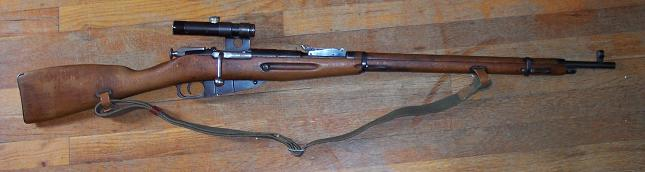
M/52

### 匈牙利
- M/52—匈牙利軍隊的狙擊步槍，以M1891/30改裝而成，採用3.5倍PU瞄準鏡及下彎式拉機柄。

### 羅馬尼亞
- M/44卡賓槍

### 烏克蘭
- VM MP-UOS狙擊步槍（俄语：ВМ МП-УОС）

## 外國的採用
- 東歐

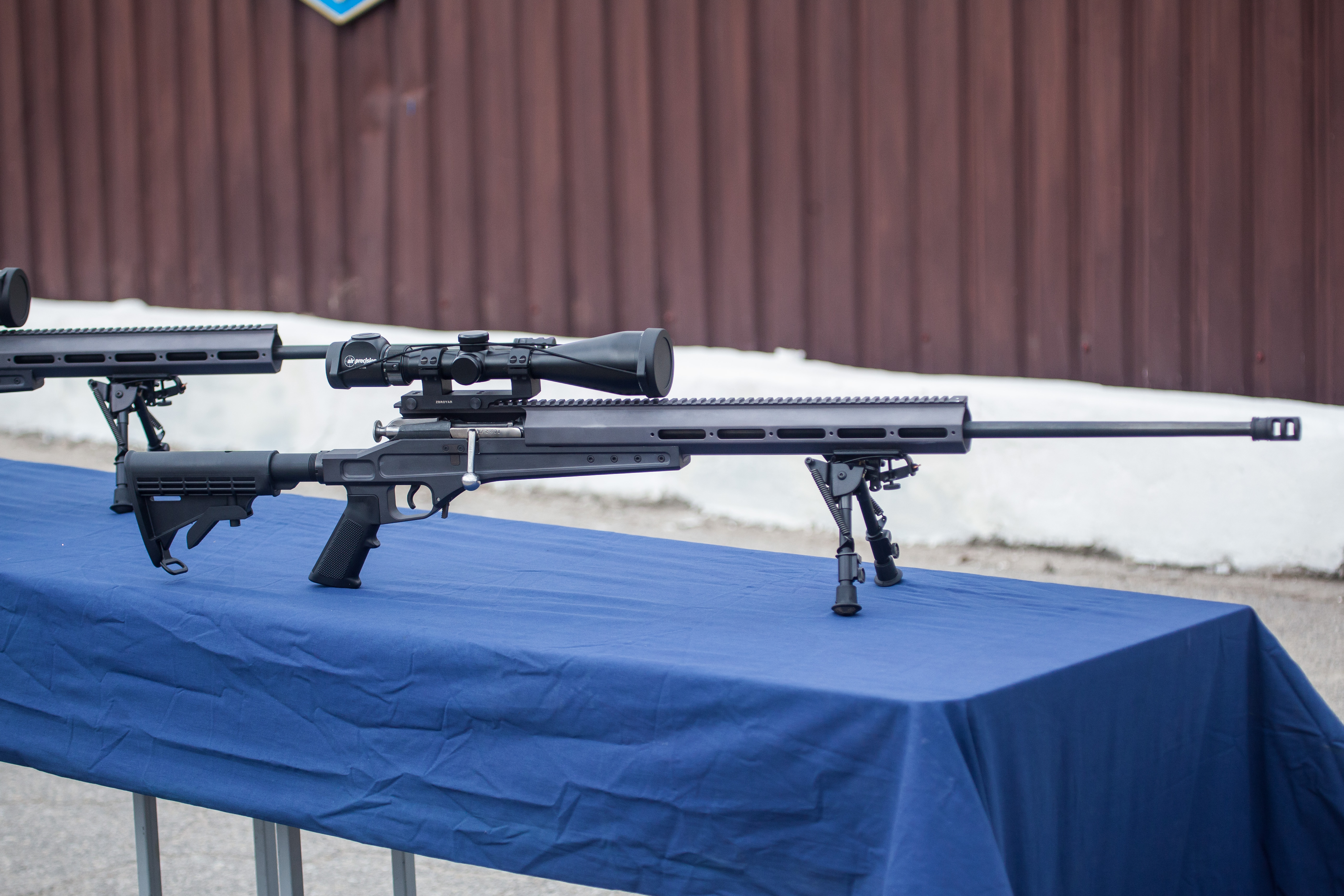
烏克蘭國民衛隊裝備的現代版VM 莫辛-納干狙擊步槍

在巴爾幹戰爭、一戰、二戰及冷戰中，東歐地區如保加利亞、捷克斯洛伐克、愛沙尼亞、匈牙利、波蘭、羅馬尼亞及塞爾維亞等都有採用過莫辛-納甘步槍，當中部份使用國在1960—1970年代翻新他們的莫辛-納甘並改裝為訓練步槍，匈牙利仿制了高質量的M1944卡賓槍、M1891/30及裝有PU瞄準鏡的M1891/30，捷克斯洛伐克亦以M1891/30為基礎，生產出在射擊運動中流行的vz. 54狙擊步槍。
- 芬蘭

芬蘭自俄羅斯帝國獨立後繼承了大量莫辛步槍。新成立的芬蘭國防軍把M91步槍命名為“M/91”，這些步槍是他們在冬季戰爭和繼續戰爭期間的主力步槍。有著“白色死神”之稱的芬蘭狙擊手，就是使用衍生自莫辛步槍的M/28型對蘇聯紅軍造成重大傷亡和心理恐懼，甚至在某程度上啟發了他們在二戰期間開始培育大量出色的狙擊手。除了來自前沙俄政權的步槍外，芬蘭亦自行研發了多款莫辛步槍的衍生型，同時在與蘇聯的戰爭期間繳獲了大量M91/30型步槍。二戰過後，芬蘭國防軍在1960年代以改良自AK的Rk 62突擊步槍取代各種莫辛步槍，但他們至今仍然裝備一種由莫辛步槍零件和全新零件組裝而成的Tkiv 85狙擊步槍。
- 奧匈帝國

在一戰期間，奧匈帝國軍隊從俄羅斯帝國軍及其他協約國士兵手上繳獲了大量莫辛-納甘步槍，他們把這批步槍翻新並裝備部隊，當中部份被改膛為奧地利的8×50毫米R口俓，而他們更仿制了該槍的專用刺刀。
- 德國

德國在一戰期間繳獲了大量莫辛-納甘步槍，他們把這批步槍改膛為7.92×57mm毛瑟口徑、配德國制毛瑟劍式刺刀，並裝備二線部隊及海軍。在二戰期間，德意志國防軍亦曾繳獲大量莫辛-納甘步槍，部份賣給了芬蘭作抵抗蘇聯入侵的武器。
二戰後，東德國家人民軍曾短暫採用莫辛-納甘步槍作制式武器，後來相繼地被SKS和AK所取代。
- 土耳其

與奧匈帝國及德國相同，奧斯曼帝國在一戰期間繳獲大量莫辛-納甘步槍，當中大部份在俄國內戰後送交德國作軍事援助。後來，蘇俄政府向土耳其國民運動供應另一批莫辛-納甘步槍，以讓他們在希臘土耳其戰爭中用於對抗希臘軍隊。
- 中國

莫辛-納甘步槍在中華民國成立以前早已被清政府零星引入或繳獲過，在一戰後則是以過期軍火或是跑單幫的軍火商引進，也有些是來自十月革命後逃到中國避難的前白軍士兵。這些步槍被用於裝備各軍閥部隊和非法武裝。當時中國的莫辛-納干步槍又名為「水連珠」。中國人偏愛稱新式彈倉步槍為「連珠槍」，至於莫辛-納干步槍被稱為「水連珠」最早大概可以延伸到1900年的義和團時期。
義和團之亂期間，俄國派出大軍進占中國東北，並和清軍及抗俄義勇軍多次作戰，當時中國人接觸的大多是使用老式黑火藥槍彈的單發步槍，而俄國人則使用發射無煙火藥槍彈的莫辛步槍，中國人使用老式黑火藥槍彈的步槍發射時槍聲沈悶，硝煙經久不散，而相比之下“水連珠”不僅煙霧少，而且槍聲清脆，加上其栓動式槍機以及彈倉式連發的設計令其供彈和發射動作乾脆利落，連續發射時如同水珠濺落，故得此名。
中华民國政府可考証採用莫辛-納甘步槍的歷史可追朔回第一次世界大戰結束後，因俄國內戰中失敗而逃離俄國的白軍部隊被奉系軍閥收編，白軍將他們的配備武器轉讓或轉售給張作霖，因此奉軍至少取得了10萬把的莫辛-納甘步槍。除了奉系因地緣因素獲得俄式步槍，在第一次國共合作期間。當時蘇聯提供了數萬把步槍給國民革命軍。除国民革命军外，北方的冯玉祥部隊在蘇聯的援助下也獲得了相當數量的莫辛-納甘步槍。时任国民革命军第七军军长的李宗仁在回忆录中有提到第七军“由驻粤办事处领到了苏制七七口径步枪一千枝”。這批步槍成為後來北伐战争時的武器裝備之一，但後來國共決裂後蘇援也告中斷，奉系的的莫辛-納甘步槍則在九一八事變中遭到日本關東軍收繳，因此莫辛-納甘步槍雖然一直存在於國民革命軍武器裝備清單內，但不是很普及的武器。
第二次中日戰爭爆發後，國民政府才於1939年與蘇聯重新修補關係並向其購買軍械，前者於同年年中第三期贷款第一个合同中引進了5万把莫辛-納甘步槍。
中华人民共和国成立後不久便爆发了朝鲜战争，中苏签订采购36个师的武器协定，其中包括莫辛-納甘步槍。中國人民志願軍最著名的狙击手张桃芳所使用的其中一種武器是莫辛-纳甘M1944卡宾枪（此枪收藏在中国人民革命军事博物馆）。在中蘇關係高峰期蘇聯将M1944卡宾枪生产设备与技术资料卖给中国，後者於1953年開始製造M1944卡賓槍，中国人民解放军稱這些仿製型為“53式步騎槍”。中共53式步騎槍除槍托使用木質不同外，其他方面均與蘇聯製造的莫辛-納甘M1944型步槍沒有顯著的差異。雖然中国人民解放军於1957年開始換裝56式半自動步槍（SKS半自動步槍的仿制版本），53式步騎槍直到1970年代仍然繼續為中國大陸民兵部隊使用。文化大革命時期的紅衛兵也曾使用53式步騎槍。
- 北韓

朝鲜战争期間，中華人民共和國及蘇聯向朝鮮民主主義人民共和國提供大量莫辛-納甘步槍及其他武器作軍事援助，但由於受朝鮮勞動黨的主體思想所影響，北韓政府仍然主要是採用自行生產的仿製武器。據資料顯示，朝鲜人民军在1993年仍有採用莫辛-納甘作狙擊步槍。從2010年代的閱兵儀式中可見，北韓至今仍裝備M1891/30型步槍。
- 北越

越戰期間、美軍在越南南方民族解放陣線（越共）游擊隊及越南人民軍手上發現數量不少來自華約组织、蘇聯及中華人民共和國的莫辛-納甘步槍、SKS半自動步槍及毛瑟步槍，當中北越軍隊把M1944卡賓槍及53式步騎槍作槍榴彈發射器使用，採用他們仿自美國的M7槍榴彈發射器及M9A1槍榴彈，而M1891/30 PU型瞄准镜版本則作為狙擊步槍使用。
- 美國

基於嚴重的武器短缺問題和國內工業不發達的原故，俄羅斯政府曾向雷明登訂造150萬把M1891步兵步槍，又向美國新英格蘭西屋電氣公司訂造另外180萬把。但不久俄羅斯境內爆發了十月革命，沙俄政權滅亡，製造商已再沒有機會把這批步槍交付給俄國，新成立的列寧布爾什維克政府更拒絕為這些沙俄政府自一戰以來訂購的步槍付款，最終導致這些公司陷入財政危機。為了不讓雷明登和新英格蘭西屋電氣公司倒閉，美國政府收購了這些步槍並把它們配發給俄國內戰期間的美國和英國遠征軍使用。後來，部份步槍仍然有限地被美軍作訓練用途或列裝美國國民警衛隊。這些美國製的莫辛-納甘步槍被命名為“U.S. Rifle, 7.62mm, Model of 1916”，並成為歷史上最不起眼的美國服役步槍。在1917年，50,000把步槍被送往符拉迪沃斯托克裝備捷克斯洛伐克軍團，以幫助他們逃離至法國。在兩次世界大戰的戰間期，美國軍方先後把這些步槍出售予國內的民間市場（有些被改膛至.30-06春田口徑）或以軍事援助為由把它們輸送到其他國家。
今天，在美國的民間槍械市場中，從前蘇聯繼承國進口的盈餘莫辛步槍仍是相當受歡迎的武器，故有部份廠商推出了一些可供用戶改裝莫辛步槍的套件，包括各種符合人體工學的現代化塑膠槍身，部份更設有皮卡汀尼導軌。在經過大量現代化改裝後，這些莫辛步槍已經失去了原本的外型。

## 使用國
- 阿富汗民主共和國
- 阿爾巴尼亞社會主義人民共和國
- 安哥拉
- 奥匈帝国
  - 奧匈帝國軍隊：使用在一戰期間繳獲自俄軍及其他協約國軍的步槍。
- 白俄羅斯：繼承自前蘇聯。
  - 白俄羅斯軍隊：至今仍用於二戰紀念閱兵儀式。
- 保加利亞王國
- 保加利亞人民共和國
- 柬埔寨人民共和國
- 中華民國
  - 國民革命軍：曾向蘇聯購買M1891型及M1891/30型。
- 中华人民共和国
  - 中國人民解放軍：韓戰期間向蘇聯購買M44型卡賓槍，後仿製成53式步騎槍。
  - 中國民兵
- 古巴
- 捷克斯洛伐克社會主義共和國
- 顿涅茨克人民共和国
- 遠東共和國
- 埃及
- 衣索比亞
- 芬兰
  - 芬蘭國防軍：從沙俄繼承大量M1891步槍，為冬季戰爭和繼續戰爭期間的主力步槍，亦包括大量從蘇軍繳獲的M1891/30型和多種自行研製的衍生型。
- ：繼承自前蘇聯，直至21世紀仍然有限被軍隊狙擊手所使用。
- 德意志帝國
  - 德意志帝國陸軍：使用在一戰期間繳獲自俄軍及其他協約國軍的步槍。
- 納粹德國
  - 德意志國防軍：二戰期間使用繳獲自蘇軍、游擊隊及其他盟軍的步槍。
- 东德
- 匈牙利人民共和国
- 印度尼西亞
- 伊朗
- 伊拉克
- 以色列
- ：由蘇聯供應。
  - 朝鮮人民軍
  - 工農赤衛隊
- 莫桑比克
- 蒙古人民共和国：由蘇聯供應。
  - 蒙古人民軍
- 黑山
- 奥斯曼帝国
  - 鄂圖曼帝國軍隊：使用繳獲的步槍。
- 菲律賓
  - 由美國供應美國生產版本。
- 波蘭人民共和國
- 大清
- - 大韓民國國軍：韓戰期間自朝鮮人民軍繳獲，現在仍用於假想敵部隊和訓練。
- 罗马尼亚社会主义共和国
- 俄罗斯帝国
  - 俄羅斯帝國軍隊
- 俄羅斯共和國
  - 白軍
- 苏维埃俄国
  - 工農紅軍
  - 民警
  - 內務人民委員會
- 苏联
  - 蘇聯紅軍／蘇聯軍隊
  - 苏联民警
  - 內務人民委員會
  - 蘇聯內務部
- 俄羅斯：繼承自前蘇聯。
  - 俄羅斯聯邦軍隊：在車臣戰爭期間仍有限使用，至今仍用於二戰紀念閱兵儀式。另在2022年烏俄戰爭期間發現有部份動員兵使用。
- 塞尔维亚王国
- 西班牙第二共和国
- 叙利亚
- 坦桑尼亚
- 泰國
- 土耳其
  - 土耳其軍隊：部份繼承自本身受蘇俄支持的土耳其國民運動。
- 图瓦人民共和国：由蘇聯供應。
- 乌克兰：繼承自前蘇聯。
  - 烏克蘭軍隊：在俄羅斯入侵烏克蘭期間仍有限使用。
- 英国
- 美国
  - 美軍：曾以“U.S. Rifle, 7.62mm, Model of 1916”的名義採用因沙俄政府未能付款而滯留在美國的美國生產版莫辛步槍。
- 越南：越南戰爭期間由蘇聯供應。
  - 越南人民軍
- 南斯拉夫王國
- 南斯拉夫社會主義聯邦共和國

## 登場作品

### 電影
- 2001年—《大敵當前》：登場型號為M91/30、M91/30 PU及M38卡賓槍。全部均由蘇聯紅軍士兵所使用。其中一把91/30 PU型為主角瓦西里·扎伊采夫（裘德·洛飾演）的主要武器。
- 2002年—《勇士們》：登場型號為M44卡賓槍，由越南人民軍士兵所使用。
- 2004年—《帝國毀滅》：登場型號為M38卡賓槍，由蘇聯紅軍士兵所持有。
- 2008年—《神偷．獵人．斷指客》：登場型號為M91/30，由多名打手所使用。
- 2010年—《讓子彈飛》：登場型號為M91/30，由黃四郎（周潤發飾演）及胡千（姚櫓飾演）所使用，奇怪地會出現在軍閥割據時代。
- 2011年—《登陸之日》：登場型號為M91/30，部份裝有刺刀。由蘇聯紅軍士兵、金俊殖（張東健飾演）、長谷川辰雄（小田切讓飾演）和李鐘大（金吝勸飾演）等人所使用。
- 2013年—《史達林格勒》：登場型號為M91/30、M91/30 PU和M38卡賓槍，都由蘇聯紅軍士兵所使用。
- 2015年—《狙擊．309》：登場型號為M91/30和M91/30 PU，都由蘇聯紅軍士兵所使用。
- 2017年—《史達林死了沒？》：登場型號為M91/30和M38卡賓槍，由蘇軍士兵及內務人民委員會特工所使用。
- 2020年—《卡拉希尼柯夫（英语：AK-47 (2020 film)）》：登場型號為M91/30，由蘇聯紅軍士兵所使用。

### 電視劇
- 2019年—《核爆家園》：登場型號為M91/30，於第4集由派往車諾比隔離區射殺受輻射感染動物的蘇軍士兵所使用。

### 動畫
- 2009年—《幽冥特工》：登場型號為M91/30，由蘇聯紅軍士兵所使用，也曾被女主角納迪亞和尼奧（裝上狙擊鏡）所使用。
- 2014年—《喬瓦尼島（英语：Giovanni's Island）》：登場型號為M44卡賓槍，由蘇聯紅軍士兵所使用。
- 2018年—《天狼 Sirius the Jaeger》：登場型號為M91/30 PU，由米哈伊爾·基洛夫所使用。
- 2018年—《黃金神威》：登場型號為M91，裝有刺刀。在日俄戰爭中由俄羅斯帝國軍（英语：Imperial Russian Army）士兵所使用。
- 2019年—《幼女戰記劇場版》：登場型號為M91/30，由盧斯聯邦軍士兵所使用。

### 電子遊戲
- 2002年—《榮譽勳章：反攻諾曼第》：型號為M91/30，於資料片中由蘇聯紅軍士兵所使用。
- 2002年—《America's Army》：型號為M91/30 PU，為叛軍陣營的狙擊步槍。
- 2003年—《決勝時刻》：型號為M91/30和M91/30 PU，由蘇聯紅軍士兵所使用。
- 2004年—《決勝時刻：聯合行動》：型號為M91/30和M91/30 PU，由蘇聯紅軍士兵所使用。
- 2004年—《戰地風雲：越南》：型號為M91/30 PU，為越共陣營的狙擊步槍。第一人稱武器模組採用鏡像佈局（拉機柄跟拋殼口在左側）。
- 2004年—《潛龍諜影3 食蛇者》：型號為M91/30 PU。「現代狙擊之父」The End的武器，發射麻醉彈藥，為了方便携帶而把槍托改造成折疊式。Naked Snake可以通過特定方式擊敗The End後獲取。
- 2005年—《決勝時刻2》：型號為M91/30和M91/30 PU，由蘇聯紅軍士兵所使用。
- 2007年—《真實計劃》：型號為M91/30和“奧布雷茲”，前者由非洲抵抗軍、塔利班和伊拉克叛軍所使用。後者為民兵陣營的其中一種配槍。
- 2007年—《赤色交響樂隊：東線41—45（英语：Red Orchestra: Ostfront 41-45）》：登場型號為M91/30（可裝上刺刀）、M91/30 PU、M38卡賓槍及M44卡賓槍，都由蘇聯紅軍所使用。
- 2007年—《戰地之王》：型號為M91/30 PU。
- 2007年—《絕對武力Online》：型號為匈牙利M/52步槍，裝有PU瞄準鏡及槍帶（英语：Sling (firearms)），命名為“莫辛-納干”。奇怪地不是使用PU瞄準鏡的分劃，而且第一人稱武器模組採用鏡像佈局（拉機柄跟拋殼口在左側）。
- 2008年—《潛龍諜影4 愛國者之槍》：型號為M91/30 PU。和《潛龍諜影3》的M91/30 PU同樣，發射麻醉彈藥。
- 2008年—《決勝時刻：戰爭世界》：型號為M38卡賓槍，命名為“莫辛-納干”，裝有下彎式拉機柄，部份加裝PU瞄準鏡（聯機模式中需使用“狙擊鏡”改裝添加）及刺刀（聯機模式中需使用“刺刀”改裝添加）。戰役模式中由蘇聯紅軍士兵所使用。聯機模式中可在解鎖後由所有陣營使用。
- 2010年—《決勝時刻：黑色行動》：型號為M38卡賓槍，命名為“莫辛-納干”，裝有下彎式拉機柄，部份加裝PU瞄準鏡。僅於戰役模式關卡“新星計劃”中登場並由蘇聯紅軍士兵所使用。
- 2010年—《潛龍諜影 和平先驅》：型號為M91/30 PU。發射麻醉彈藥，可以改造成《潛龍諜影3》的M91/30 PU和裝備滅音器。
- 2012年—《狙擊之神2》：型號為M91/30 PU。
- 2012年—《火線獵殺：未來戰士》：型號為M91/30，進行了現代化改裝，命名為“MN91/30”。
- 2013年—《劫薪日2》：型號為M1907卡賓槍（預設），命名為“納干”。
- 2014年—《狙擊之神3》：型號為M91/30 PU。
- 2014年—《叛亂（英语：Insurgency (video game)）》：型號為M91/30，命名為「Mosin」，為叛軍陣營神射手和狙擊手職階專用武器。
- 2015年—《殺戮空間2》：型號為M91/30，為神射手職階專用武器。
- 2015年—《戰術小隊》：型號為M91/30、M91/30 PU及M38，都由叛軍所使用。
- 2015年—《惡靈古堡：啓示2》：型號為M91/30，命名為「M1891/30」，使用戰術導軌裝備瞄準鏡。戰役模式可於第二章取得，在第二章未取得則可於第四章取得。突擊模式則隨機掉落或出現在商店。
- 2015年—《Phantom Forces》：型號為M91/30及обрез，M91/30為狙擊手的主要武器之一，為等級91的獎勵，обрез為特殊次要武器，為等級117的獎勵，兩者皆可加裝各式瞄準鏡、加長型彈夾、雷射、握把、消音管、消焰器。
- 2016年—《英雄與將軍》：型號為M91/30及M91/30 PU，都由蘇聯紅軍所使用，可改用高倍率狙擊鏡。
- 2016年—《逃離塔科夫》：型號為M91/30、M91/30 PU、M38卡賓槍、“奧布雷茲”和現代槍托改裝型，全部型號均可作定製改裝。
- 2016年—《少女前線》：型號為91/30。
- 2017年—《戰地風雲1》：型號為M91、M38及“奧布雷茲”。
  - M91命名為“莫辛-納干M91”，為資料片“以沙皇之名”新增武器。可由偵察兵職階所使用，亦設定為俄羅斯帝國軍隊（英语：Imperial Russian Army）、白軍及工農紅軍的制式步槍。可進行各種改裝，包括裝上Warner & Swasey公司的倍率光學瞄準鏡及刺刀。
  - M38命名為“莫辛-納干M38”，僅能透過預訂《戰地風雲5》取得。同樣由偵察兵職階所使用。奇怪地會出現在一戰及俄國內戰，而且能夠裝上刺刀。
  - “奧布雷茲”型命名為“Obrez 手槍”，為資料片“以沙皇之名”新增武器，歸類為配槍，為全職階通用武器。
- 2017年—《狙擊之神4》：型號為M91/30 PU。
- 2017年—《決勝時刻：二戰》：型號為M91，裝上PU瞄準鏡和下彎式拉機柄，命名為“3線步槍”。
- 2017年—《叛亂：沙漠風暴》：型號為M91/30和M91/30 PU，能夠由叛軍神射手職階所使用。
- 2019年—《绝地求生》：型號為M1891或M1891/30，由于是大逃杀游戏，会随机刷新在地面，谁都能捡。游戏中改为可装填7.62×54mmR子弹的步枪。可装备配件：全息瞄准器、红点瞄准器、2、3、4、6、8倍瞄准器、子弹袋、垫腮片、枪口消焰、补偿、抑制器。
- 2021年—《決勝時刻：先鋒》：型號為M91/30，命名為“三線步槍”。
- 2021年—《極地戰嚎6》：外型為卡賓型，槍機上刻有1891/1935N字樣，命名為“東部戰線”，可加裝槍口抑制器、瞄具、外紅點、側面瞄具。
- 2021年—《Enlisted》：型號為M1891、龍騎兵、M1907卡賓、M1891/30M、M1938卡賓、M1944卡賓，在科技樹上可解鎖。
- 2022年—《蔚藍檔案》：型號為M39，霞澤美優的固有武器「RABBIT-39式步槍」原型。
- 2022年—《暗区突围》

### 引用
1. ↑  Zaloga, Steven J.; Ness, Leland S. . Sutton. 1998: 190-191. ISBN 0750932090.
2. ↑  .   [2008-02-08]. （原始内容存档于2012-08-18）.